# Дэдпул (фильм)
«Дэдпу́л» (англ. Deadpool) — американский художественный фильм 2016 года режиссёра Тима Миллера с Райаном Рейнольдсом в главной роли. Сценарий написали Ретт Риз и Пол Верник по комиксам Marvel Comics о приключениях антигероя Дэдпула. Спин-офф серии фильмов «Люди Икс», восьмая по счёту лента в кинофраншизе. Сюжет рассказывает историю Уэйда Уилсона, который охотится на человека, наделившего его способностями мутанта и изуродованной внешностью, став антигероем, известным как Дэдпул.
Работа над картиной началась в феврале 2004 года. Рейнольдс впервые сыграл Дэдпула в 2009 году в кинокомиксе «Люди Икс: Начало. Росомаха». Через год Риз и Верник присоединились к проекту. После того как первоначальный образ Дэдпула раскритиковали в «Начало. Росомаха», Рейнольдс и сценаристы стремились точно адаптировать персонажа, включая разрушение четвёртой стены. В 2011 году Миллер стал режиссёром. Отснятый материал слили в сеть и встретили восторженными откликами. В итоге проект получил зелёный свет в 2014 году от студии Fox. Съёмки прошли с марта по май 2015 года в Ванкувере (Британская Колумбия) . Несколько вендоров занимались визуальными эффектами фильма. Они добавили кровь с костями и создали CGI-модель персонажа Колосса.
Премьера «Дэдпула» состоялась 8 февраля 2016 года в парижском кинотеатре «Гран-Рекс». В США кинокомикс вышел в прокат 12 февраля. Фильм имел успех как в прокате, так и у критиков. При бюджете в 58 миллионов долларов лента собрала 782 миллиона и заняла девятую строчку в списке самых кассовых фильмов 2016 года и побила множество рекордов, в том числе стала самой кассовой в кинофраншизе о Людях Икс и самой кассовой кинокартиной с рейтингом R на тот момент. Критики хвалили игру Рейнольдса, стилистику фильма, уважение к комиксам и экшн-сцены, но ругали шаблонный сюжет. Мнения по поводу взрослого юмора разделились. Фильм получил множество наград и номинаций, включая две премии «Выбор критиков» и две номинации на «Золотой глобус». Вышло два сиквела: «Дэдпул 2» и «Дэдпул и Росомаха», причём последний стал частью Пятой фазы медиафраншизы «Кинематографическая вселенная Marvel» (КВМ).

## Сюжет
Уэйд Уилсон — бывший солдат спецназа, подрабатывающий наёмником в Нью-Йорке. В местном баре своего друга Хорька Уэйд встречает проститутку Ванессу Карлайл, с которой у него завязываются романтические отношения. Спустя год Уэйд делает Ванессе предложение, и она соглашается. Внезапно Уэйд падает в обморок, и на следующий день ему диагностируют рак в последней стадии. Ванесса просит Уэйда остаться с ней, но Уэйд не хочет, чтобы она видела его смерть и уезжает.
В баре Хорька к Уэйду обращается вербовщик из секретной программы, предлагающий экспериментальное лечение рака. Ради Ванессы Уэйд соглашается на предложение. Прибыв в лабораторию, Уэйд встречает главу программы «Оружие X» — мутанта Фрэнсиса Фримена / Аякса и его подручную, участницу программы, Кристину по прозвищу «Ангельская пыль». Аякс вводит Уилсону сыворотку-мутаген, призванную активизировать мутацию ДНК человека. Для активации сыворотки нужен адреналин, и Уэйда подвергают различного рода чудовищным пыткам, однако мутация так и не проявляется. В процессе Уэйд узнаёт настоящее имя Аякса и дразнит его. В ответ Аякс подвергает Уэйда самому тяжёлому испытанию — помещает его в герметичную камеру, которая понижает уровень кислорода до момента окончательного удушения, после чего кислород возвращается.
Перед этим Аякс раскрывает Уэйду истинную цель программы: наделять людей суперспособностями и продавать в рабство. Во время пытки мутация Уэйда активируется, и он получает исцеляющий фактор, вследствие чего рак не успевает формироваться. Однако при этом Уэйд получает побочный эффект — его тело и лицо обезображиваются. Уэйду удаётся устроить взрыв в лаборатории, пустив огонь к подаче кислорода в камере, после чего он высвобождается и вступает в схватку с Аяксом. В процессе Аякс заявляет Уэйду, что только он может вернуть ему прежний вид, после чего пронзает Уилсона стальной арматурой и оставляет умирать в горящей лаборатории. Лаборатория полностью сгорает, но Уэйду удаётся выбраться из-под завалов.
Уэйд не решается вернуться к Ванессе из-за обезображенной внешности, и после беседы с Хорьком Уэйд решает найти Аякса и вернуть себе прежний вид. Он становится замаскированным вигилантом и берёт себе прозвище «Дэдпул» на основе тотализатора Хорька. Уэйд селится в доме со слепой пожилой женщиной Эл, у которой он прячет своё оружие. Уэйд создаёт и сам разрабатывает себе красный костюм, чтобы не было видно его кровотечения. В течение года Дэдпул выслеживает и убивает многих подручных Аякса, пока не добирается до вербовщика, который в конечном счёте приводит его к самому Аяксу. Тот в это время как раз привозит партию мутантов на продажу ближневосточному магнату и жалуется ему на перебои в поставках.
Дэдпул нападает на конвой наёмников Аякса на автомагистрали и убивает всех, после чего захватывает Аякса, пронзив его катаной в область плеча. Внезапно появляется участник команды «Люди Икс» русский мутант Колосс, который долгое время уговаривал Дэдпула вступить в их команду, и его ученица Элли Фимистер (Сверхзвуковая Боеголовка). Во время разговора Дэдпула и Колосса, Аякс сбегает. Колосс пытается отвести Уэйда к профессору Чарльзу Ксавьеру, приковав его к себе наручниками, но он отрезает себе руку и скрывается. Его рука впоследствии медленно регенерирует.
Аякс приходит в бар Хорька и узнаёт о Ванессе. Хорёк сообщает об этом Уэйду, и они отправляются в стриптиз-клуб, где она работает официанткой. Уэйд не решается подойти к ней, после чего её похищают Аякс и Ангельская пыль. Аякс отправляет Уилсону сообщение, в котором предлагает прийти на списанный геликарриер на местной свалке, где он держит Ванессу и собирается также проявить её гены мутанта. Дэдпул уговаривает Колосса и Сверхзвуковую боеголовку помочь ему, и они приезжают на свалку. Колосс и Боеголовка вступают в битву с Ангельской пылью, в то время как Дэдпул пробивает путь к Аяксу через его подручных.
С помощью Боеголовки Дэдпул попадает на геликарриер и вступает в схватку с Аяксом. Тем временем, спасая Колосса, Боеголовка случайно уничтожает опоры геликарриера, и он начинает распадаться на части. Колосс уносит Боеголовку и Ангельскую пыль в безопасное место, а Дэдпул спасает Ванессу. Аякс выживает и атакует Дэдпула, но Дэдпул ломает ему обе руки. Он раскрывает, что внешность Дэдпула исправить нельзя, и тот, несмотря на просьбы Колосса оставить его в живых, окончательно его убивает. Ванесса в злости на Уэйда за то, что он ушёл, но прощает его. Уэйд показывает ей изуродованное лицо, но она принимает это, и они воссоединяются.
В сцене после титров появляется Дэдпул в халате и просит зрителей уходить, а также раскрывает, что в сиквеле появится Кейбл.

## Актёрский состав

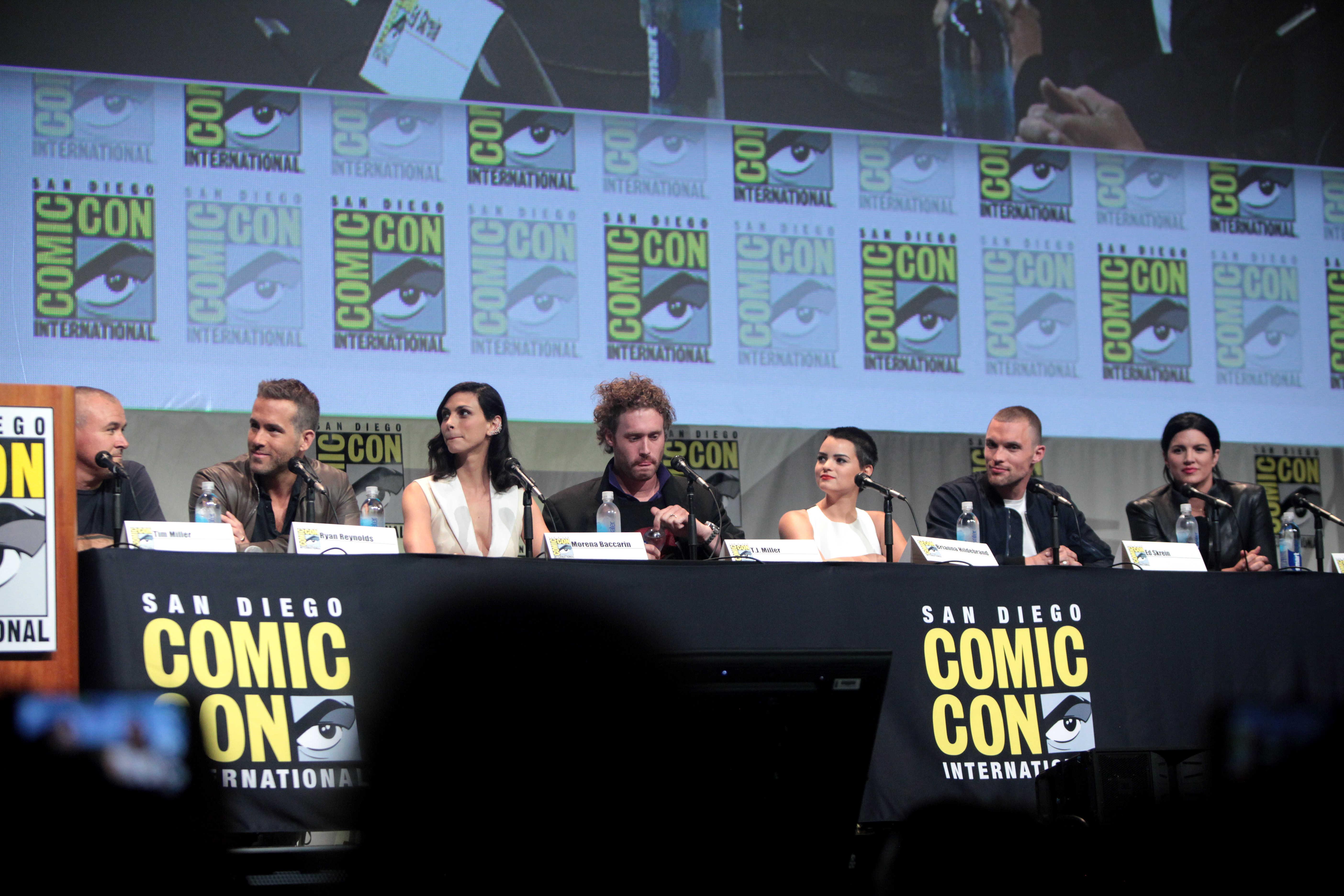
(Слева направо): Тим Миллер, Рейнольдс, Баккарин, Ти Джей Миллер, Хильдебранд, Скрейн и Карано в 2015 году на презентации фильма на Comic-Con в Сан-Диего

- Райан Рейнольдс — Уэйд Уилсон / Дэдпул:
Мутант-наёмник с ускоренным исцелением, но с серьёзными повреждениями на всем теле, полученными после экспериментального лечения рака[5][6]. Сценаристы описали Дэдпула как «весельчака, с которым весело проводить время… в небольших дозах»[7]. Рейнольдс пообещал воплотить более «аутентичную» и верную комиксам версию персонажа, чем та, которую он изображал в фильме «Люди Икс: Начало. Росомаха» (2009)[8]. Персонаж осознаёт, что снимается в фильме после того, как становится Дэдпулом, но перед этим Уилсон шутит о роли Рейнольдса в фильме «Зелёный фонарь» (2011)[9].
- Морена Баккарин — Ванесса[англ.]:
В начале сопровождающая, а затем невеста Уэйда[6][10]. Баккарин описала Ванессу как «задиристую», а не как «даму в беде». Изначально персонаж был задуман как «типичная проститутка», но Баккарин работала с командой костюмеров и гримёров, чтобы сделать её внешность более многогранной[11]. Сам персонаж в фильме не был основан на своей версии из комиксов, так как сценаристы хотели сосредоточиться на Дэдпуле[12]. Однако при этом гримёр Билл Корсо[англ.] включил в фильм несколько отсылок к её облику из комиксов[13].
- Эд Скрейн — Фрэнсис Фримен / Аякс:
Искусственно мутировавший лидер программы по созданию мутантов, включая Дэдпула[14]. Обладает повышенной силой и рефлексами, а также совершенно невосприимчив к боли[6]. Режиссёр Тим Миллер высоко оценил усердие Скрейна в работе над ролью, заявив, что «он очень, очень усердно работал» над боевыми сценами и выполнял около 80 % своих трюков в фильме сам[9]. По словам Скрейна, он был вдохновлён Рутгером Хауэром, исполнившим роль Роя Батти в фильме «Бегущий по лезвию» (1982), а также серийным убийцей Гарольдом Шипманом[15].
- Ти Джей Миллер — Хорёк[англ.]:
Лучший друг Уилсона[16][17]. Миллер посчитал, что его выбрали на роль персонажа, потому что он «выглядит так, будто его супергеройская сила заключается в том, что он проливает горчицу на свою рубашку». Продюсер Саймон Кинберг добавил, что нужен был актёр, «который мог бы не отставать от Рейнольдса в комедийном плане». Миллер предложил наделить персонажа мимическим тиком, но режиссёр Тим Миллер отверг эту идею[18].
- Джина Карано — Ангельская пыль[англ.]:
Искусственно мутировавший участник программы, создавшей Дэдпула[19]. Благодаря адреналину она увеличивает свою силу и выносливость до сверхчеловеческого уровня[6]. Миллер лично позвонил Карано и предложил ей согласиться на роль. Карано считала, что ярость персонажа и «экстремальные проблемы с адреналином» делают уместным сравнение с наркотиком под названием «Ангельская пыль»[19]. Она хотела использовать жёлтые контактные линзы, чтобы соответствовать внешнему виду персонажа из комиксов, но Корсо отказался от этой идеи, сравнив её с эффектом фильмов саги «Сумерки[англ.]»[13].
- Брианна Хильдебранд — Элли Фимистер / Сверхзвуковая Боеголовка:
Подросток-стажёр команды «Люди Икс», способный создавать атомные взрывы с помощью своего тела[6][20]. Создатели фильма хотели использовать персонажа, основываясь на его имени, а также изменить его комические способности, превратив их из телепатических и прекогнитивных в «буквальную боеголовку». Для этого им потребовалось разрешение от Marvel, которое Тим Миллер получил после разговора с президентом Marvel Studios Кевином Файги[9][21]. Сделка была заключена в обмен на то, что 20th Century Fox передаст Marvel Studios права на персонажа Эго для использования в фильме «Стражи Галактики. Часть 2» (2017)[22].

Стефан Капичич озвучивает Петра Николаевича Распутина / Колосса, участника команды «Люди Икс», который может превращать своё тело в органическую сталь. Сценарист Ретт Риз назвал его «отличной опорой для Дэдпула, потому что он очень серьёзный и добродушный». Миллер кардинально изменил персонажа по сравнению с его предыдущими появлениями в кино, где его изображал Дэниел Кадмор. Миллер посчитал, что версия Кадмора, которого он описал как «парня с блестящей кожей», — это не Колосс. Он хотел, чтобы рост персонажа составлял семь с половиной футов. Андре Трикоте исполнял роль Колосса на съёмочной площадке, а Капичич был выбран для придания персонажу «подлинного русского акцента», как в комиксах.
Лесли Аггамс исполнила роль Слепой Эл, пожилой слепой женщины и соседки Дэдпула по комнате. Аггамс рассказала, что Эл «прошла через британскую разведку, делала всякие дикие и безумные вещи… Она старая, но смелая». Аггамс добавила, что у Эл «любовь / ненависть» с Дэдпулом. Каран Сони исполняет роль Допиндера, таксиста, дружащего с Дэдпулом, а Джед Рис — вербовщика Аякса. Создатель Людей Икс Стэн Ли и один из создателей Дэдпула Роб Лайфелд появляются в эпизодических ролях в качестве ведущего стриптиз-клуба и постоянного посетителя бара «Weasel’s», соответственно. Роб Хейтер появляется в эпизодической роли персонажа Боба, агента Гидры, постоянно появляющегося в комиксах вместе с Дэдпулом. Права на Боба принадлежат Marvel Studios, поэтому они не дали разрешения на его использование в фильме, в связи с этим его комиксная история и связь с организацией «Гидра» в фильме не упоминаются. Вместо этого персонажа сделали бывшим спецназовцем, ранее работавшим с Уилсоном. Хью Джекман, исполняющий роль Джеймса «Логана» Хоулетта / Росомахи в серии фильмов о Людях Икс, очень благосклонно отнёсся к Дэдпулу и высмеял персонажа. В фильме он появляется на обложке журнала People в списке «Самый сексуальный мужчина в мире». Сцена с участием Нейтана Филлиона в роли сантехника была вырезана, но вошла в удалённые сцены домашнего медиарелиза.

## Производство

### Разработка
В мае 2000 года компания Artisan Entertainment объявила о заключении соглашения с Marvel Entertainment о совместном производстве, финансировании и распространении нескольких фильмов, основанных на персонажах издания Marvel Comics, включая Дэдпула. В феврале 2004 года сценарист и режиссёр Дэвид Гойер и Райан Рейнольдс работали над фильмом о Дэдпуле в компании New Line Cinema. Ранее они вместе работали над фильмом «Блэйд: Троица» (2004). Рейнольдс заинтересовался ролью Дэдпула после того, как узнал, что в комиксах персонаж описывает свою внешность как «Райан Рейнольдс, скрещённый с шарпеем». Руководитель New Line Джефф Кац, по мнению которого Рейнольдс был единственным актёром, подходящим для этой роли, поддержал эту идею, однако у компании 20th Century Fox возникли проблемы с правами на фильмы о Людях Икс, и проект не получил продолжения.
В марте 2005 года Рейнольдс узнал, что Fox выразила заинтересованность в создании фильма с участием Дэдпула. Персонаж должен был появиться в эпизодической роли в фильме «Люди Икс: Начало. Росомаха» (2009) С участием Рейнольдса в данной роли и в процессе работы над фильмом его роль была значительно расширена. В то время Кац был руководителем Fox и заявил, что Дэдпул «хорошо устроился, чтобы его можно было по-своему исследовать» в будущем фильме. В фильме Дэдпул отходит от оригинала комиксов, «наделяя его несколькими сверхспособностями и зашивая ему рот». Дэдпул погибает в конце фильма, хотя незадолго до выхода в прокат к фильму была добавлена сцена после титров, в которой он остаётся жив. После успешной премьеры «Росомахи» Fox официально приступила к разработке фильма о Дэдпуле, Рейнольдс был назначен на главную роль, а Лорен Шулер Доннер на роль продюсера. Спин-офф должен был проигнорировать версию Дэдпула из «Росомахи» и вернуться к корням персонажа со слапстик-тоном и «склонностью к разрушению четвёртой стены».
Ретт Риз и Пол Верник были наняты для написания сценария в январе 2010 года. Рейнольдс, тесно сотрудничавший с ними, отметил, что они были выбраны потому, что «тонально они поняли его [Дэдпула]. Они сразу же попали в точку». В июне того же года Роберту Родригесу предложили стать режиссёром фильма. Он подтвердил это месяц спустя, заявив, что ему прислали «очень хороший» сценарий и он рассматривает возможность взяться за проект. Однако в октябре он уже не был заинтересован в проекте, и в качестве режиссёра фильма стали рассматривать Адама Берга. В апреле 2011 года Тим Миллер был принят на работу после работы над визуальными эффектами для некоторых фильмов о Людях Икс, отчасти благодаря своей работе над созданием анимационных короткометражных фильмов. Среди них были отмечены оскароносный фильм «Сломанный суслик» (2004) и трейлер игры DC Universe Online который был «эпическим и кинематографическим — все то, что Fox хотела видеть в своих фильмах по комиксам». Работа Миллера в этом фильме станет режиссёрским дебютом, при этом Рейнольдс заключил сделку с Fox на продюсирование фильма.
Супергеройский фильм с участием Рейнольдса «Зелёный фонарь» был выпущен позже в 2011 году и стал большим кассовым провалом. Руководство Fox было обеспокоено содержанием фильма о Дэдпуле с рейтингом «R». После нескольких встреч студия согласилась с тем, что фильм нельзя переделывать под более традиционный рейтинг PG-13, и выделила Миллеру «небольшой шестизначный бюджет» на создание пробных кадров. Он создал кадры с помощью CGI в своей анимационной компании Blur Studio в 2012 году, а Рейнольдс озвучивал Дэдпула. В итоге эти кадры не убедили Fox в необходимости зелёного света для фильма. После успешной майской премьеры фильм «Мстители» (2012) от Marvel Studios Риз и Верник решили, что «Дэдпул» будет одобрен только как разработанный супергеройский фильм. Однако на самом деле Fox ещё больше сомневалась в сценарии и начала изучать возможности включения Дэдпула в командный фильм в стиле «Мстителей». В разные периоды разработки Джеймс Кэмерон и Дэвид Финчер читали сценарий фильма и поддерживали проект перед руководством Fox.
«Я бы не допустил [утечки тестовых кадров], если бы знал, что это приведёт к такому! ... Теперь мы можем снимать фильм. У нас нет такого бюджета, как у большинства супергеройских фильмов, но мы можем сделать его таким, каким хотим»
Тестовые кадры фильма попали в сеть в июле 2014 года и были встречены с большим энтузиазмом. В сентябре того же года Fox объявила дату премьеры фильма — 12 февраля 2016 года. Производство было намечено на март 2015 года, а Саймон Кинберг присоединился к проекту в качестве продюсера. Рейнольдс объяснил утечку тем, что Fox одобрила фильм. Он, Миллер и сценаристы ранее обсуждали возможность утечки материала, и Рейнольдс сначала думал, что это сделал Миллер. Позже он решил, что утечка произошла от кого-то из сотрудников Fox. В обмен на возможность снять фильм так, как они хотели, Fox выделила съёмочной группе гораздо меньший бюджет, чем обычно выделяется на фильмы о супергероях.

### Сценарий

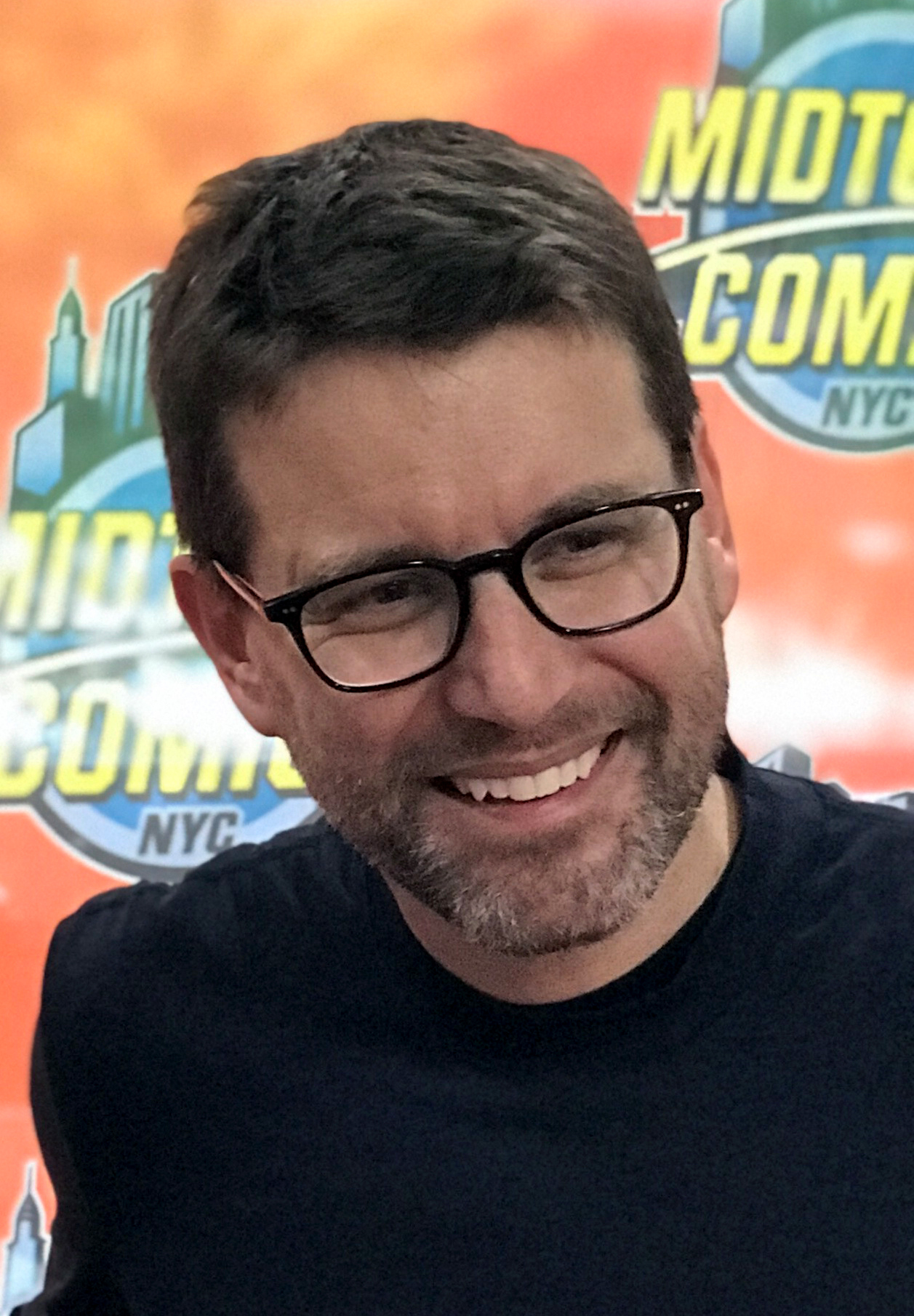
Соавтор сценария Ретт Риз заявил, что сокращение бюджета студии позволило сделать сценарий более эффективным

Риз и Верник писали черновой вариант сценария каждый год в течение шести лет, прежде чем завершить работу над фильмом, и около 70 процентов первоначального варианта вошло в окончательный вариант фильма. Риз назвал Рейнольдса «хранителем пламени „Дэдпула“ на протяжении многих лет… Если мы делаем что-то, что выходит за рамки „Дэдпула“, или если это не похоже на „Дэдпула“, он подхватывает это». Сценаристы не хотели, чтобы фильм был историей происхождения, но Рейнольдс не согласился. Они остановились на «современной» истории Дэдпула, а также на истории происхождения, связанной с повествованием Дэдпула и разрушением четвёртой стены. Это помогло сбалансировать более мрачную историю происхождения с мультяшными сценами Дэдпула. Кроме того, это позволило растянуть вступительную боевую сцену на всю первую половину фильма (при этом история происхождения рассказывалась на протяжении всего фильма), что позволило сэкономить деньги на дополнительных боевых сценах. Последовательность боя под названием «Twelve Bullets Fight» (рус. Бой двенадцатью пулями) переосмысливает оригинальные тестовые кадры. После того как история происхождения была рассказана, Дэдпул использует «кнопку перемотки», чтобы вернуть зрителей в настоящее время.
В октябре 2014 года Кинберг подтвердил, что события «Дэдпула» будет происходить в той же общей вселенной, что и фильмы о Людях Икс, но при этом он «будет самостоятельным». Сценаристы хотели видеть в фильме традиционных Людей Икс, которые могли бы стать опорой для Дэдпула, и посчитали, что Колосс — это персонаж, который не был достаточно раскрыт в предыдущих фильмах. Миллер хотел «больше супергеройских вещей», а не «просто Дэдпула и кучу оружия». Элли Фимистер была добавлена в качестве стажёра Людей Икс под руководством Колосса. Её имя было выбрано из списка персонажей комиксов, доступных для использования компанией Fox. Персонажи Гаррисон Кейн, Дикое Дитя и Слигго были включены в сценарий, но в итоге были вычеркнуты из него по бюджетным соображениям. В итоге всех этих злодеев заменила Ангельская пыль. Также рассматривались такие персонажи, как Пушечное ядро, Эмрис Киллебрю, Патч и Тар Бэйби. В фильме также должен был появиться Кейбл, но в итоге его перенесли в потенциальное продолжение, чтобы Дэдпул смог «встать на ноги» первым.
Сценаристы работали над тем, чтобы отсылки к поп-культуре были актуальны на протяжении всей работы над сценарием. Кинберг подтвердил, что в фильме будет высмеиваться образ Дэдпула из фильма «Люди Икс: Начало. Росомаха», а также будет включать шутки в адрес фильма «Зелёный фонарь». Несмотря на то, что Миллер считал нормальным, если зрители не поймут всех шуток фильма, он хотел избежать шуток, ориентированных именно на фанатов комиксов. Он не одобрял ни одной шутки, которую зрителям «придётся искать в интернете» после окончания фильма. Сцена после титров является пародией на аналогичную сцену из фильма «Феррис Бьюллер берёт выходной» (1986), где главный герой фильма ломает четвёртую стену, как Дэдпул. В пародийной сцене Дэдпул надевает банный халат и говорит зрителям, чтобы они шли домой, а также подтверждает появление Кейбла в сиквеле. После прочтения сцены один из руководителей Fox описал фильм как сочетание фильмов «Феррис Бьюллер берёт выходной» и «Прирождённые убийцы» (1994), и сценаристы сочли это описание вполне точным.
За 48 часов до того, как фильм получил официальный зелёный свет от Fox, студия урезала бюджет на 7—8 млн долларов США до $ 58 млн. Это вынудило сценаристов в последнюю минуту переписать сценарий, в результате чего из 110-страничного сценария было вырезано около девяти страниц. Изменения включали в себя удаление погони на мотоцикле в конце «Боя двенадцатью пулями» и то, что Дэдпул забыл свою сумку с оружием перед финальной битвой, чтобы избежать необходимости снимать дорогостоящую драку с оружием в третьем акте. Риз заявил: «Именно эта последняя, „экономная“ и „злая“ версия привела нас к тому, что Fox согласилась снять фильм. Сценарий был очень эффективным и не слишком длинным. Это в большей степени зависело от бюджета, но я думаю, что благодаря этому фильм получился очень динамичным».

### Предпроизводство
В январе 2015 года Ти Джей Миллер и Эд Скрейн вели переговоры о появлении в фильме, причём Миллер выступил в качестве «дополнительного комического голоса», а Скрейн — в роли злодея. Месяц спустя компания Fox начала прослушивание актрис на главную женскую роль, среди которых были Морена Баккарин, Тейлор Шиллинг, Кристал Рид, Ребекка Риттенхаус, Сара Грин и Джессика Де Гау. Джина Карано получила роль Ангельской пыли, а Миллер был утверждён на неуказанную роль. Баккарин получила роль возлюбленной Дэдпула ещё до конца февраля. Актёр Дэниел Кадмор, исполняющий роль Колосса в других фильмах о Людях Икс, заявил, что не будет повторять роль в фильме и отказался от предложения предоставить референс для CG-версии персонажа, которую будет озвучивать другой актёр.
Во время предпроизводства в центре внимания был костюм Дэдпула. Для создания костюма были нанят Русс Шинкль и компания Film Illusions. Шинкль отметил, что «в комиксах довольно много перегрузок в плане телосложения», и он попытался сбалансировать это с реальностью. Рейнольдс не стал надевать под костюм мускулистый костюм, что, по мнению Тима Миллера, придало ему более стройную, «квинтэссенциальную Дэдпуловскую» внешность, при этом Миллер и Рейнольдс прослезились, когда увидели готовый костюм. Рейнольдс объяснил: «Мы боролись как черти… чтобы это была самая правдивая экранизация комиксов, которую когда-либо видели фанаты. Этого трудно добиться, это подвиг, но мы просто очень довольны тем, что получилось». Костюм был разработан с учётом особенностей трюков фильма. Области глаз маски были съёмными, поэтому можно было использовать варианты глаз, более подходящие для трюков, без необходимости смены всей маски. Команде разработчиков визуальных эффектов было сложно воспроизвести костюм с помощью технологии CGI. Супервайзер по визуальным эффектам Джонатан Ротбарт обвинил в этом ткань костюма. Он описал её как сетку, которая позволяла грязи «проникать в желоба и трещины… [поэтому, когда] на неё попадает свет, она все ещё принимает оранжевый оттенок, но как только она уходит в тень, то становится более синей от грязи». Film Illusions создала шесть вариантов костюма героя и двенадцать вариантов костюма для трюков, а также три варианта костюма Сверхзвуковой боеголовки.
Миллер хотел, чтобы шрамы Дэдпула выглядели «чертовски ужасно», чтобы оправдать его гнев в фильме. У гримёра Билла Корсо была некоторая свобода действий, потому что в комиксах «он — всё: от гнилого трупа до парня с парой морщин на лице». Корсо признал, что в сценарии персонаж описан как «изуродованный», но при этом хотел, чтобы он был «в некотором роде очаровательным и культовым», а также избежать сравнений с Фредди Крюгером, в связи с чем обратился за вдохновением к фильму «Город грехов» (2005). Для окончательного грима требовалось девять силиконовых протезов, покрывающих голову Рейнольдса, на нанесение которых уходило несколько часов. Для сцены, где персонаж предстаёт обнажённым, потребовалось около шести часов, чтобы наложить грим на все тело Рейнольдса. Корсо описал грим для остальных персонажей фильма как «…довольно простой. Тим хотел, чтобы все было очень приземлённо».

### Съёмки
Основные съёмки начались 23 марта 2015 года в Ванкувере (Британская Колумбия), под рабочим названием «Wham!». Съёмки проходили на студии North Shore Studios и в окрестностях города. В качестве актёров, массовки и членов съёмочной группы было задействовано более 2 000 местных жителей. Tи Джей Миллер и Баккарин исполняли роли Хорька и Ванессы соответственно, при этом Скрейн подтвердил, что снимается в фильме в роли Фрэнсиса Фримена / Аякса. Брианна Хильдебранд получила роль Элли Фимистер.

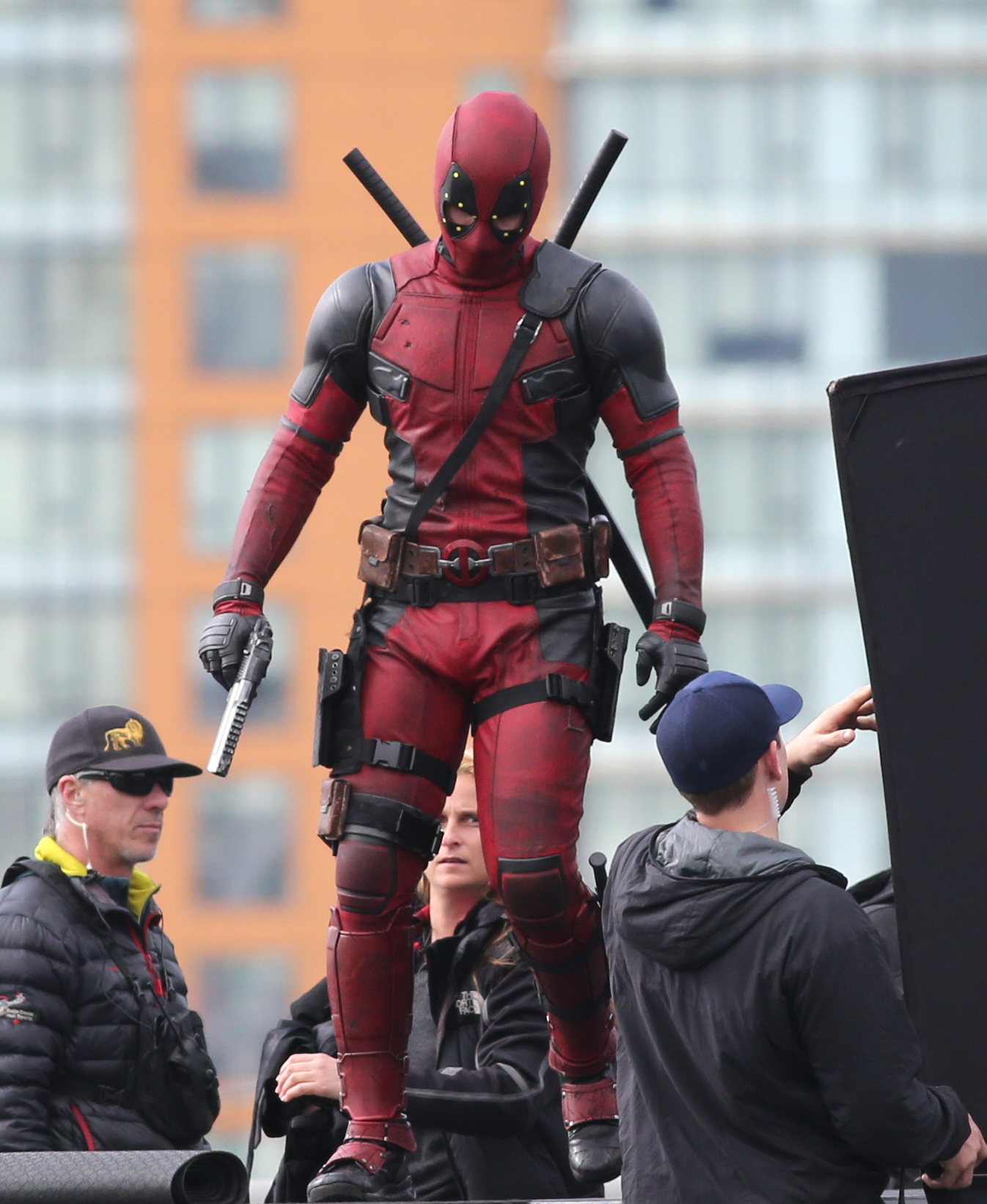
Координатор каскадёрских трюков Филипп Дж. Сильвера в костюме Дэдпула на съёмках в Ванкувере

Тим Миллер и оператор Кен Сенг хотели, чтобы фильм выглядел «более грубым и не таким чистым и глянцевым», как другие фильмы о супергероях. Они решили снимать на цифровые камеры, а в постпроизводстве добавить зернистость плёнки, чтобы придать изображению текстуру. Для съёмок истории происхождения Сенг использовал объективы Super Baltar и зумы Cooke, а для сцен с Дэдпулом — объективы Panavision Primo, которые придали им большую чёткость. Внешние сцены в фильме имеют постоянный пасмурный фон, в то время как на съёмочной площадке погода была «непредсказуемой». Например, съёмки на мосте «Виадук Джорджии» длились две недели и проходили в дождь или солнце до истечения срока действия разрешения. Сенг использовал больше света в пасмурные дни и меньше в солнечные, чтобы сохранить целостность образа. С Миллером также тесно сотрудничал художник-постановщик Шон Хаворт, у которого были особые идеи для декораций. Чтобы сэкономить бюджет на визуальные эффекты, нужно было очень точно определить, какие элементы каждой декорации будут построены. Для финальной сцены на свалке мусор был построен на определённой высоте, чтобы потом его можно было раздвинуть с помощью CGI. Для наклонной секции свалки, которая должна была взаимодействовать со многими цифровыми элементами, использовался карданов подвес. Финальный эпизод был снят на военно-морской верфи, заваленной металлоломом. Для выполнения трюков были сделаны резиновые слепки с металла.
Поскольку Fox не хотела платить Ризу и Вернику за ежедневное присутствие на съёмочной площадке, Рейнольдс платил им зарплату сам. Сценаристы прописали действия очень конкретно, «каждое убийство, почти до каждого удара, пинка или выстрела», но Тим Миллер и координаторы каскадёров, а именно Роберт Алонзо и Филипп Дж. Сильвера, могли менять это; Сильвера же предоставил референс для захвата движения для тестовых съёмок. У команды каскадёров был месяц до начала съёмок, чтобы подготовить актёров. Скрейн работал «без остановки», чтобы подготовиться. Сильвера сказал, что у Рейнольдса «фотографическая память; он делал что-то три или четыре раза и очень хорошо это помнил». Многие шутки фильма были сымпровизированы на съёмочной площадке, в особенности Рейнольдсом. По его словам, актёры часто придумывали около 15 альтернативных шуток на каждую из них в сценарии, и, как правило, ограничивались только ими из-за нехватки времени. Например, Риз сказал, что Верник написал несколько шуток для сцены, где Дэдпул навещает Колосса и Боеголовку. Вместо этого Рейнольдс сымпровизировал на съёмочной площадке фразу: «Такой большой дом, а видно только вас двоих. Как будто студия зажабилась вкинуть ещё Людей Икс». Эта фраза была очень правдивой и стала любимой фразой председателя совета директоров Fox Джима Янопулоса. 29 мая съёмки фильма официально завершились.

### Постпроизводство
Лесли Аггамс сообщила, что снялась в фильме в июле 2015 года, сыграв роль Слепой Эл. Тим Миллер заявил, что Джед Рис исполнил роль «вербовщика» и «отлично справился с задачей быть жутким и сиропно-сладким». Миллер также отметил, что Колосс в фильме будет создан исключительно с помощью CG-графики, а Андре Трикоте будет исполнять роль на съёмочной площадке, а также озвучивать его. В декабре голос Колосса был переозвучен, и роль досталась Стефану Капичичу. Он завершил озвучивание персонажа за восемь недель до выхода фильма в прокат.
Как только монтажёр Джулиан Кларк начал отбирать кадры для фильма, они были обработаны цветокорректором EFILM Тима Стипана, чтобы убедиться, что все они соответствуют друг другу. Стипан окрасил персонажей в разные цвета. Он придал Дэдпулу «тёмный, современный оттенок», а Колоссу — «особую живость и насыщенность». Кларк редактировал каждую сцену, уделяя особое внимание юмору, выбирая альтернативные варианты шуток. Он удалил шутки, сделанные после похищения Ванессы, потому что они показались ему неуместными по времени. Другие сцены с меньшим количеством шуток, например, пытки Уилсона, он сократил, так как их было «слишком много». Зрителям потребовалось бы «слишком много времени, чтобы прийти в себя [и] вернуться в непочтительный дух фильма». Во время монтажа была создана линейная версия фильма. Кларк решил использовать переплетение временных линий, чтобы сбалансировать разные серьёзные и глупые тона.
В одной из сцен, удалённых из фильма, Уилсон и Ванесса отправляются в Мексику в поисках лекарства от рака после того, как он отказал вербовщику. Она была удалена по соображениям темпа и заменена короткой сценой Уилсона, сидящего у окна, которая изначально была снята для того, чтобы показать, как он размышляет о своём диагнозе. В новом контексте сцена подразумевает, что он переосмысливает предложение вербовщика.
Из-за анимации, необходимой для маски Дэдпула и Колосса, у Риза и Верника было больше свободы, чем обычно, чтобы продолжать корректировать сценарий во время постпроизводства. Рейнольдс записал новые диалоги с помощью своего iPhone, а затем повторно записал их на дополнительном сеансе записи диалогов, когда работа над фильмом была завершена. Среди реплик, добавленных после съёмок, — пародия на австралийский акцент актёра Росомахи Хью Джекмана, а также фраза, в которой Дэдпул спрашивает, кто в данный момент исполняет роль Профессора Икс — Джеймс Макэвой или Патрик Стюарт в хронологии серии фильмов «Люди Икс». Эта фраза стала любимой в фильме для многих зрителей.

#### Визуальные эффекты
В создании визуальных эффектов для фильма приняли участие Digital Domain (DD), Atomic Fiction, Blur Studio, Weta Digital, Rodeo FX и Luma Pictures. Рейнольдс отметил, что благодаря Миллеру и его опыту в области визуальных эффектов фильм получился похожим на фильмы с более крупным бюджетом. Супервайзер по захвату движений Грег Ласалль согласился с этим, отметив, что Миллер не стал работать над CGI для Колосса до окончания монтажа фильма, чтобы не тратить деньги на кадры, которые не будут использованы. Миллер работал с супервайзером визуальных эффектов Джонатаном Ротбартом над созданием и завершением 1500 эффектных кадров фильма (на 700 больше, чем планировалось изначально). 800 из них были завершены в последние четыре недели съёмок.

Вверху: Трикоте, Андре (в центре) на съёмочной площадке в роли Колосса, одетый в серый спортивный костюм.
Внизу: Завершённый кадр, с CG Колоссом от Digital Domain и окружением от Atomic Fiction

Движения Колосса были заново записаны при участии исполнителя Ди Джей Сторма, поскольку Трико не мог двигаться из-за обуви на платформе, которую он носил на съёмочной площадке, чтобы соответствовать росту персонажа. Затем DD перенесли все эти представления на цифровую модель, которая должна была соответствовать комиксам. Чтобы металлическая отделка Колосса не выглядела «хромированной», команда обратилась в компанию по производству металла, чтобы изучить примеры. Они остановились на холоднодеформированной стали, а для его волос использовали более тёмную горячекатаную сталь. Модель также включает в себя гребни, которые можно двигать отдельно, чтобы они были идеально прямыми, как в комиксах. DD также создали модель Дэдпула, которая использовалась всеми специалистами по FX. Его маска была анимирована вокруг глаз, чтобы они были выразительными, как в комиксах. Это помогло сбалансировать «подбородок», проступающий через нижнюю часть маски во время действий Рейнольдса. Полностью заменить голову Дэдпула было бы слишком дорого, поэтому Weta Digital исказила каждый кадр, основываясь на референсах лица Рейнольдса, и подстроила освещение, чтобы отразить изменения, что было названо «гениальным 2D-решением».
Atomic Fiction создала окружение автострады для «боя двенадцатью пулями» на фоне Детройта, Чикаго и Ванкувера. Они также создали транспортные средства, используемые в сцене. Эти средства были использованы Blur для вступительных титров, которые перемещаются через застывший момент, где Дэдпул сражается с бандитами внутри разбитой машины. Рейнольдс, Миллер и сценаристы придумали свои собственные титры, надеясь задать тон фильму.
Luma создали в фильме кровь и следы кровопролития, используя как практические съёмки, так и цифровые эффекты для более сложных сцен. Когда Дэдпул отрубает себе руку, DD не хотел отставать от Luma, и кровь лилась «вёдрами». Luma создал отрастающую руку, вдохновившись рукой эмбриона. Когда Дэдпул ломает себе обе руки, DD перебрал 20 или 30 вариантов того, как могут выглядеть сломанные пальцы. Для создания первоначальных шрамов Дэдпула после пожара в лаборатории Rodeo FX использовали гниющие фрукты и мясо, изъеденное личинками. Компания добавила Рейнольдсу CGI-пенис в этой последовательности, который, по словам супервайзера визуальных эффектов Уэйна Бринтона, «вы даже не замечаете, но когда его там не было, это выглядело очень странно». Rodeo FX также добавили в сцену практический огонь.
Все разработчики сотрудничали при создании финальной битвы, которая происходит на обломках вертолётоносца: Luma создали кульминационный бой между Дэдпулом и Аяксом; DD создали большинство эффектов Колосса, пока он не был повреждён, и тогда за дело взялась Blur Studio; DD создали эффекты для способностей Боеголовки, а также расширили палубу вертолётоносца; Rodeo предоставила матовые краски для фона, а Weta обеспечила лицевую анимацию Дэдпула. Способности Боеголовки были единственным «сверхъестественным эффектом» в фильме и были основаны на топливно-воздушных взрывчатых веществах и солнечных вспышках, дабы придать им реальность. Финальный эпизод на разбитом вертолётоносце — идея Миллера. Это помогло расширить рамки третьего акта и включить больше связей с комиксами и более широкой Вселенной Marvel. Чтобы избежать проблем с правами с Marvel Studios, вертолётоносец для «Дэдпула» был спроектирован так, чтобы «максимально отличаться от геликарриера из „Мстителей“». Кроме того, французский художник-аниматор с «уникальным стилем» создал двухмерных мультяшных персонажей, которые танцуют вокруг Дэдпула после того, как он получает ножевое ранение в голову во время боя.

## Музыка
Том Холкенборг в октябре 2015 года объявил, что напишет музыкальную композицию для фильма. Отметив, что Дэдпул использует музыкальные отсылки только к 1990-м годам, Холкенборг заявил, что решил использовать в главной теме фильма звучания 1980-х годов, например, звуки Oberheim Electronics и синтезатора Synclavier. В сценарий Риза и Верника было включено несколько песен, которые должны были использоваться в фильме, однако некоторые из них в итоге не подошли. Например, монтаж сцены секса Уилсона и Ванессы по сценарию должен был сопровождаться версией песни Фрэнка Синатры «It Was a Very Good Year», но во время монтажа она была заменена на «Calendar Girl» Нила Седаки. Альбом саундтреков с музыкой Холкенборга и песнями, звучащими в фильме, был выпущен в цифровом виде 12 февраля 2016 года, а на физических носителях — 4 марта на лейбле Milan Records. Рэп Дэдпула также звучит во время сцены «В поисках Фрэнсиса».

## Премьера

### Кинотеатральный прокат
Мировая премьера фильма состоялась в парижском кинозале «Гран Рекс» 8 февраля 2016 года, а на следующий день в Гонконге начался его кинотеатральный релиз. За ним последовали премьеры на 49 других рынках в течение следующих нескольких дней, включая премьеру в США 12 февраля. Фильм был выпущен в нескольких форматах, включая IMAX, DLP, крупные форматы премиум-класса и D-Box.
Кинберг объяснил, что в отличие от предыдущих фильмов о Людях Икс, «Дэдпул» — это «жёсткий „R“. Он графический. Здесь нет ничего запретного. Либо вы берете на себя обязательства по созданию действительно экстремального фильма, раздвигающего границы, либо нет». Из-за этого Китай запретил прокат фильма, хотя и американские фильмы с рейтингом R часто «чистят» для выпуска в прокат, было решено, что без ущерба для сюжета это сделать невозможно. Фильм не был выпущен в Узбекистане после того, как владельцы кинотеатров страны решили не показывать его из-за возрастного ограничения и того, что он нарушает общественные нормы страны. Чтобы получить разрешение на прокат в Индии, «Дэдпул» получил семь «общих сокращений». Несмотря на запрет проката в Китае во время первоначального релиза, премьера «Дэдпула» состоялась на Пекинском международном кинофестивале 2018 года, который проходил в течение недели с 15 по 22 апреля. На фестивале была показана оригинальная версия фильма без каких-либо правок, сделанных специально для китайских цензоров.

### Выход на домашних носителях
Фильм «Дэдпул» был выпущен для цифровой дистрибуции 26 апреля 2016 года, перенеся релиз с физического носителя, который состоялся 10 мая. Последний релиз, вышедший на Blu-ray и DVD, включал в себя закулисные ролики, удалённые сцены, ролик с записями кровопролитий и два аудиокомментария: один от Тима Миллера и соавтора «Дэдпула» Роба Лайфелда, а другой от Рейнольдса, Риза и Верника. 7 ноября Fox переиздала фильм и его специальные материалы на Blu-ray к праздничному периоду в виде пакета Deadpool’s Holiday Blu-ray. Фильм был переиздан в апреле 2018 года в упаковке Deadpool Two Year Anniversary Edition Blu-ray с коллекционными обложками, а также «наклейками, автонаклейками, временными татуировками и набором бумажных кукол». Также была выпущена версия 4K UHD Steelbook, эксклюзивно продающаяся в Best Buy, с оригинальными иллюстрациями. С июля 2022 года фильм стал доступен для просмотра на стриминговом сервисе Disney+, наряду с фильмами «Логан» (2017) и «Дэдпул 2» (2018), став первым фильмом с рейтингом «R», доступным на стриминговом сервисе.

## Восприятие

### Кассовые сборы
Фильм «Дэдпул» собрал 363,1 млн долларов в США и Канаде и $ 420 млн в других странах, при этом его мировые сборы составили $ 783,1 млн при бюджете в $ 58 млн. Фильм побил множество рекордов по сборам в первые выходные по всему миру и стал самым кассовым фильмом о Людях Икс, а также девятым самым кассовым фильмом 2016 года. подсчитал, что чистая прибыль фильма составила $ 322 млн, учитывая все расходы и доходы, что делает его вторым по прибыльности фильмом 2016 года. Обсуждая возможные причины неожиданного успеха фильма, сайт особо отметил его маркетинговую кампанию. Он также стал самым кассовым фильмом с рейтингом «R» за все время, обогнав фильм «Матрица: Перезагрузка» (2003).
В конце января 2016 года предполагалось, что фильм заработает $ 55-60 млн за премьерный уик-энд в США и Канаде. Конкуренты Fox прогнозировали, что фильм заработает около 80 миллионов долларов. В итоге фильм занял первое место и заработал 132,4 миллиона долларов за уик-энд и 152,2 миллиона долларов за длинный уик-энд Президентского дня. Пытаясь разъяснить этот неожиданный сюрприз, руководитель отдела внутренней дистрибуции Fox Крис Аронсон заявил: «Это трудно просчитать и предсказать. Вы делаете то, чего никогда не делали. Вы словно выбрасываете книгу правил в окно». В уик-энд фильм собрал $ 12,7 млн с предварительных показов в четверг 11 февраля, $ 47,5 млн в день открытия, $ 42,5 млн 13 февраля и $ 42,6 млн 14 февраля, а также $ 19,8 млн 15 февраля в конце длинных уик-эндов. Это все рекорды дня недели для фильмов с рейтингом «R» и дней февраля с четверга по понедельник. $ 16,8 млн из этой суммы были получены в кинотеатрах IMAX, что стало рекордным показателем для фильмов категории «R» и февральских релизов в этом формате. «Дэдпул» также побил рекорд фильма «Звёздные войны. Эпизод III: Месть ситхов» (2005) по самому большому премьерному уик-энду среди фильмов компании 20th Century Fox. Во второй уик-энд фильм заработал ещё 55 миллионов долларов. Это позволило фильму удержаться на первом месте и стать самым стремительным фильмом с рейтингом «R», преодолевшим отметку в 200 миллионов долларов за девять дней. На следующий день фильм стал самым кассовым фильмом о Людях Икс и супергероях из комиксов с рейтингом «R». Фильм оставался на первом месте в течение третьей недели, но на следующей неделе уступил фильмам «Зверополис» и «Падение Лондона». Прокат фильма завершился 17 июня, составил 126 дней и собрал $ 363,1 млн. Вскоре после этого фильм стал самым кассовым фильмом с рейтингом «R» во всем мире. Американская аудитория фильма за все время его показа составила 59 % белого населения, 21 % испаноязычного, 12 % афроамериканского и 8 % азиатского. Мужчины составляли 62 %, а средний возраст — 35 лет.
Фильм вышел в прокат на 80 рынках по всему миру, причём на многих из них — в первую неделю. В Великобритании, Франции и Австралии в первый день проката, 9 февраля, фильм стал номером один и побил несколько рекордов. Фильм также хорошо стартовал в азиатских странах, в частности на Тайване, куда Рейнольдс ездил для продвижения фильма и стал для него «центральным узлом» Юго-Восточной Азии, и в Гонконге, где фильм стал самым кассовым за всю историю китайского Нового года. В международный премьерный уик-энд фильм собрал $132,2 млн, в том числе $ 9 млн за счёт показов в IMAX, что стало рекордом для февральских релизов и фильмов с рейтингом «R» в этом формате на нескольких рынках. Фильм стал номером один на всех рынках, где он вышел в прокат за выходные, кроме Польши и Малайзии, где он занял второе место, уступив фильмам «Планета одиночек» и «Русалка», соответственно. Фильм побил рекорд по самому большому премьерному уик-энду в России и Таиланде, а также установил рекорды по самому крупному фильму с рейтингом «R» и февральским премьерным уик-эндам на нескольких других рынках. Во второй уик-энд фильм оставался номером один в международном прокате, заработав ещё $ 84,7 млн на 77 рынках. Фильм дебютировал в 17 новых странах, включая Корею, Испанию и Италию, и сохранил свою позицию номера один в таких странах, как Великобритания, Германия и Бразилия. По своим показателям в Юго-Восточной Азии фильм сравнился с такими крупными супергеройскими фильмами, как «Стражи Галактики» и «Первый мститель: Другая война» (2014). Фильм занимал первое место три уик-энда подряд, а на четвёртый опустился на третью строчку, уступив фильмам «Ип Ман 3» и «Зверополис». В июне «Дэдпул» вышел на последний рынок в Японии, и стал там фильмом номер один, собрав за выходные $ 6,5 млн.

### Критика и отзывы
На сайте-агрегаторе рецензий Rotten Tomatoes фильм получил рейтинг одобрения 85 % на основе 347 отзывов со средней оценкой 7,1/10. Консенсус критиков сайта гласит: «Быстрый, смешной и с нескрываемым сквернословием „Дэдпул“, разрушающий четвёртую стену, подрывает формулу супергеройского фильма с дико забавными и совершенно не предназначенными для семейного просмотра результатами». На сайте Metacritic средневзвешенная оценка фильма составляет 65 баллов из 100 на основе 49 рецензий, что означает «преимущественно положительные отзывы». Зрители, опрошенные сайтом CinemaScore, поставили фильму среднюю оценку «A» по шкале от «A+» до «F». По данным PostTrak средняя положительная оценка составила 97 %, а 45 % зрителей заявили, что фильм превзошёл их ожидания.
Майкл О’Салливан из The Washington Post поставил фильму три с половиной балла из четырёх, назвав его «прожорливой комедией с самоанализом» и первым фильмом Marvel с рейтингом «R» «с настоящими зубами». Он похвалил отношение и тон фильма, Рейнольдса за то, что он сделал Дэдпула симпатичным персонажем, а также экшн-сцены фильма. Алонсо Дуральде из TheWrap отметил, что «Дэдпул» «не должен работать, но абсолютно точно работает», считая, что в фильме удачно сочетаются комедия и супергеройский экшн, а химия между Рейнольдсом и Баккарин придаёт сюжету достаточно веса, чтобы поддержать тон и жестокость. Кельвин Уилсон из St. Louis Post-Dispatch также поставил фильму три с половиной балла из четырёх, заявив, что он «умный, сексуальный и возмутительный», и что без Рейнольдса он бы не получился. Питер Брэдшоу из The Guardian поставил фильму четыре балла из пяти, назвав его «невротичным, нуждающимся и очень увлекательным», сравнив его с фильмами «Убить Билла» (2003) и «Пипец» (2010), а также раскритиковав малое использование злодеев. Дрю Маквини, пишущий для Uproxx, назвал фильм «самым жестоким и вульгарным мультфильмом Багза Банни в мире» и похвалил нетрадиционную структуру сюжета, личные ставки, отличие тона и сюжета от других фильмов о супергероях, а также актёрский состав. Джастин Чанг из Variety назвал фильм «ужасно архаичным и ювенильным, [но] также поразительно эффективным», похвалив игру Рейнольдса, сценарий и режиссёра Миллера за то, что он «не мешает своему сценарию и своей звезде». Тодд МакКарти из The Hollywood Reporter посчитал, что фильм затянулся, «но как только это происходит, „Дэдпул“ сбрасывает напряжение, чтобы показать себя как очень грубый, очень грязный и довольно смешной прикол над всей супергеройской этикой».
Питер Трэверс из Rolling Stone заявил, что фильм «слишком затянут, и повторения притупляют его первоначальную сообразительность», но «в его очаровании есть доля шарма». Он похвалил актёрский состав, особенно Рейнольдса, а также экшн-последовательности Тима Миллера. Том Руссо из The Boston Globe поставил фильму три звезды, раскритиковав «легковесный» сюжет, но отметив, что в нём достаточно юмора, и что Рейнольдс «рождён для роли Дэдпула». Крис Нашавати из Entertainment Weekly поставил фильму оценку «B», заявив, что в нём «нет ни самых адреналиновых экшенов, ни самой глубокой истории происхождения», но все это компенсируется весельем и рейтингом «R». Нашавати посчитал, что Рейнольдс идеально подходит для фильма и является «взрывной волной смеха в жанре, который имеет тенденцию воспринимать себя слишком серьёзно». Таша Робинсон из The Verge считает, что в фильме слишком много детского юмора и отметила, что в фильме «нет гомофобных, расистских или сексистских шуток, а общий тон остаётся радостным, несмотря на материал». Дэвид Эдельштейн из Vulture заявил, что шутки фильма спасают его от недостатка подтекста и сильных злодеев, и отметил «приятную извилистую» структуру. Манохла Даргис из The New York Times не впечатлилась перечислением жанровых клише фильма во вступительных титрах до того, как они были использованы, а также подчеркнула «человеческие» элементы в фильме и моменты, в которых Рейнольдс и Тим Миллер сделали «нечто большее, чем просто повторяли одни и те же зажигательные ноты снова и снова». Кейт Эрбланд из IndieWire поставила фильму оценку «B-», похвалив его стиль и Дэдпула в исполнении Рейнольдса за то, что он сломал представление о супергероях, но раскритиковав фильм в целом за следование жанровым условностям и акцент на «омерзительном» насилии, неоригинальной ругани и обнажёнке.
Кеннет Туран, пишущий для Los Angeles Times, отметил, что «„Дэдпул“ начинается весело», но персонаж «в конце концов устаёт от своего гостеприимства». Он отметил, что, хотя фильм имеет сложное повествование, за ним скрывается обычная история происхождения Marvel, а также отметил романтическую составляющую фильма и игру Баккарин. Джонатон Пайл из Empire поставил фильму три балла из пяти, подчеркнув, что количество шуток «вскоре заставит вас оцепенеть от их воздействия» и назвав фильм забавной альтернативой другим фильмам о супергероях. Робби Коллин из The Daily Telegraph также поставил фильму три балла из пяти, заявив, что это не «будущее фильмов о супергероях», назвав его «приятным несносным отступлением». По его мнению, некоторые шутки о супергеройских клише уже устарели к моменту выхода фильма на экраны. Мик Ласалль из The San Francisco Chronicle не оценил юмор, разрушение четвёртой стены и насилие, а также пришёл к выводу, что фильм «плохой, граничащий с мусором, но и тревожный, потому что это как раз тот вид напускной жути, который может стать будущим кино».

### Награды и номинации
Фильм «Дэдпул» получил множество наград и номинаций в различных категориях. На 22-й церемонии вручения премии «Выбор критиков», фильм победил в двух номинациях из четырёх, а именно в категориях «Лучшая комедия» и «Лучшая мужская роль в комедии». На 21-й церемонии вручения премии «Спутник» фильм был выдвинут в категории «Лучшие визуальные эффекты», однако не смог одержать победу. На 43-й церемонии вручения премии «Сатурн», фильм был номинирован в трёх категориях и победил в категории «Лучший киноактёр». На 22-й церемонии вручения премии «Империя» фильм победил в категории «Лучший сценарий», а также получил премию Расселла Симмонса в категории «Лучший жетон супергероя». На 74-й церемонии вручения премии «Золотой глобус», фильм был номинирован в категориях «Лучший фильм — комедия или мюзикл» и «Лучшая мужская роль — комедия или мюзикл», но не смог одержать победу ни в одной из категорий. Фильм получил премию публицистов ICG и Grand Clio Key Art Awards, а также победил на 25-й церемонии вручения премии MTV Movie & TV Awards в категориях «Лучшая комедийная роль» и «Лучший бой».

## Продолжения

### «Дэдпул 2»
Перед выходом первого фильма на экраны Fox объявили о начале съёмок сиквела, Риз и Верник вернулись к написанию сценария. Участие Рейнольдса и Тима Миллера было подтверждено на выставке CinemaCon в апреле 2016 года, однако Миллер покинул проект в конце октября из-за «взаимных творческих разногласий» с Рейнольдсом. В следующем месяце Дэвид Литч подписал контракт на режиссуру сиквела. Вначале Литч снял короткометражный фильм «Никаких добрых дел» (2017), сценарий которого написали Риз и Верник. Премьера фильма «Дэдпул 2» состоялась 18 мая 2018 года, при этом Баккарин, Ти Джей Миллер, Аггамс, Хильдебранд и Капичич вернулись к своим ролям в фильме. Джош Бролин и Зази Битц присоединились к проекту в ролях Натана Саммерса / Кейбла и Нины Турман / Домино соответственно, членов команды «Сила Икс», собранной Дэдпулом.

### «Дэдпул и Росомаха»
В марте 2017 года Риз заявил, что будущий фильм, посвящённый «Силе Икс», будет снят отдельно от третьей части, «так что, думаю, мы сможем пойти двумя путями… В „Силе Икс“ мы создаём нечто большее, а в „Дэдпуле 3“ мы заключаем договор и остаёмся индивидуальными и скромными». В декабре 2017 года было объявлено о приобретении Fox компанией Disney, а по завершении сделки в марте 2019 года Боб Айгер заявил, что «Дэдпул» и другие проекты Marvel от Fox будут интегрированы в медиафраншизу «Кинематографическая вселенная Marvel» (КВМ) под началом Marvel Studios. В декабре 2019 года Рейнольдс подтвердил, что третий фильм о Дэдпуле разрабатывается под эгидой Marvel Studios; В январе 2021 года Кевин Файги подтвердил, что действие фильма будет происходить в рамках КВМ.
В марте 2022 года Шон Леви (ранее сотрудничавший с Рейнольдсом при создании фильмов «Главный герой» (2021) и «Проект „Адам“» (2022)) присоединился к проекту в качестве режиссёра, а Риз и Верник вернулись к написанию сценария. Премьера фильма состоится 26 июля 2024 года, Хью Джекман вновь исполнил роль Росомахи.